# Fazenda dos Macacos
A Fazenda dos Macacos é uma fazenda histórica brasileira localizada em Conselheiro Lafaiete, no estado de Minas Gerais. Seu conjunto de construções é tombado e data de meados do século XVIII, provavelmente 1748.

## História
Em meados do século XVIII, na disposição de permanecer em Minas Gerais, confiante que a lavoura representava na rica região, José Costa de Oliveira (avô do futuro Barão de Pouso Alegre), adquire vens de raiz como Capitão Felisberto da Costa Pereira, dentre seus nove filhos herdou a Fazenda dos Macacos, e de sua união com Clara Freitas de Azevedo, tiveram dois filhos.

### Relatos do Imperador
Quando Dom Pedro II, esteve em Queluz, para inaugurar a estação Buarque de Macedo, parou na Fazenda dos Macacos para descansar e ali provou as saborosíssimas jabuticabas do pomar, ainda hoje existentes. Em seu diário o Imperador relata “Descansei um pouco conversando com a família de Washington, filho do Coronel Pereira. Conversei com a mulher de Washington Pereira, filha do Luiz Antônio Barbosa...”. Na época, Lafayette era Ministro da Justiça e por esse motivo não pode estar em Queluz na datada vinda do Imperador D. Pedro que com certeza “se encantou com a grande mesa de jantar, com a toalha de linho puro coberta de doces e queijos, feitos na fazenda”, como nos aponta D. Maria Lafayette de Andrada Ibrahim em seu livro “O que Mamãe me Contou”.

### Nome
A origem do nome da fazenda ainda é um mistério mas várias versões são apontadas como a real; uma justificativa para o nome seria a presença de muitos macacos atraídos pelas grande quantidade de árvores frutíferas existentes na fazenda (só de Jabuticaba são 215 pés e todos produzem).

### Importância
Por toda a sua história, acontecimentos, curiosidades, figuras ilustres da história do Brasil e também por sua beleza arquitetônica é que se faz merecer preservar tão importante fazenda colonial, característica do Brasil Império, período onde escravos e famílias aristocráticas tradicionalistas de Minas Gerais estiveram presentes.

## Tombamento
O tombamento da Fazenda dos Macacos deu-se em 1977, pois além de ser uma fazenda centenária contendo uma vasta e riquíssima história, a família que ali viveu, foi de grande influência política na região, além de Lafayette R. Pereira, de grande importância para o Brasil Império.

## Localização
A fazenda já pertenceu ao município de Cristiano Otoni, quando os limites entre este e o município de Conselheiro Lafaiete ainda não eram bem definidos. Isso gerou uma série de conflitos judiciais pelo território juntamente com a fazenda. No fim com base em dados históricos, definiu se os exatos limites entre as duas cidades e hoje, situa-se dentro dos limites de Conselheiro Lafaiete, as margens da BR-040 na altura do km 648.